# Žegar
Žegar je naselje v Občini Šentjur.